# Sensibilisatie
Allergische sensibilisatie is het herkennen van een specifiek allergeen en de steeds heftigere reactie erop.
Voor een immunologisch allergische reactie moet het immuunsysteem in concreto al eerder in contact zijn geweest met het specifieke allergeen. Het immuunsysteem heeft na het eerste contact T- en B–geheugencellen aangemaakt, waardoor bij het eerst volgende contact adequaat gereageerd wordt op het specifieke allergeen.
Om allergische klachten te ontwikkelen moet men eerst in contact komen met bepaalde eiwitten uit de voeding (allergenen). Het lichaam reageert hierop met het aanmaken van afweerstoffen waardoor men gevoelig wordt voor dit bepaalde eiwit (sensibilisatie). Hoe meer van de stof, des te heftiger is de reactie.

## Vlaanderen
In Vlaanderen wordt het woord sensiblisatie, een slordige afleiding van sensibilisering, ook gebruikt voor wat in Nederland met 'voorlichting' wordt aangeduid.